# Nordjapanischer Seidelbast
Der Nordjapanische Seidelbast (Daphne jezoensis) ist eine Pflanzenart aus der Gattung Seidelbast (Daphne) und gehört zur Familie der Seidelbastgewächse.

## Merkmale
Der Nordjapanische Seidelbast ist ein sommerkahler, grün überwinternder Zwergstrauch, der Wuchshöhen bis 50 Zentimeter erreicht. Die Blätter messen 3 bis 8,5 × 1 bis 3,5 Zentimeter. Der Blütenstand besteht aus 2 bis 10 Blüten. Die Blüten sind gelb. Die Blütenröhre ist 4 bis 9 Millimeter lang und kahl. Die Früchte sind rot.
Die Blütezeit reicht von November bis März.
Die Chromosomenzahl beträgt 2n = 18.

## Vorkommen
Der Nordjapanische Seidelbast kommt auf den Kurilen, Sachalin, und Nord-Japan in subalpinen Wäldern, auf bebuschten Hängen und zwischen Steinen in Höhenlagen bis 1800 Meter vor.

## Taxonomie
Ein Synonym für Daphne jezoensis Maxim. ist Daphne kamtschatica var. jezoensis (Maxim.) Ohwi.

## Nutzung
Der Nordjapanische Seidelbast wird selten als Zierpflanze für Steingärten und Gehölzgruppen genutzt. Die Art wurde nach 1960 in Kultur genommen.